# 侯先志
侯先志（1948年9月—），汉族，中华人民共和国政治人物、第十一届全国政协委员。
加入中国民主同盟，担任民盟中央常委、内蒙古农业大学副校长。2008年，当选第十一届全国政协委员，代表农业界，分入第三十八组。